# كارل دينتون
كارل دينتون (بالإنجليزية: Carl Denton)‏ هو موزع أمريكي، ولد في 21 نوفمبر 1874، وتوفي في 14 نوفمبر 1955.